# Quinchao (ostrov)
Quinchao je ostrov v Chile náležící k souostroví Chiloé. Quinchao je odděleno od největšího ostrova souostroví, Chiloé, průlivem u města Dalcahue, který je necelý kilometr široký a je přes něj provozována trajektová doprava. Ostrov je podlouhlého tvaru o rozloze 129,3 km², měří od severozápadu na jihovýchod asi 30 km, v příčném směru měří v nejširším místě asi 12 km a v nejužším místě asi 1 km. Celý ostrov leží v provincii Chiloé v regionu Los Lagos. Quinchao je třetí největší ostrov souostroví (po Chiloé a ostrově Guafo).

## Obyvatelstvo
Na ostrově leží území dvou obcí: Curaco de Vélez na západě a Quinchao na východní části ostrova; žije zde celkem 8576 obyvatel (2017), většina z nich v Curacu de Vélez a Achau, což je největší vesnice v obci Quinchao. Mezi další sídla v rámci zmíněných obcí patří Los Molinos, Los Palquis a Quinchao. Na samém jižním cípu ostrova leží osada Chequián. Obživu obyvatelstva tvoří zejména rybolov a zemědělství (chov ovcí a pěstování brambor).

## Doprava
Dopravní osu ostrova tvoří silnice W-59, která propojuje přístaviště trajektu z Dalcahue s Curaco de Vélezem a Achaem. Dále na jih pokračuje silnice W-589. Z Achaa vyplouvají lodě na okolní ostrovy. Plánuje se výstavba cca 800 m dlouhého mostu spojující ostrovy Quinchao a Chiloé, plány však k roku 2020 nemají konkrétnější obrysy.

## Památky
Na Quinchau se nacházejí dva z dřevěných kostelů zapsaných na seznamu UNESCO – v Achau a Quinchau, kromě toho zde stojí i další kostely a kaple. Kostel v Achau patří k vůbec nejstarším dochovaným kostelům na souostroví.

## Fotogalerie

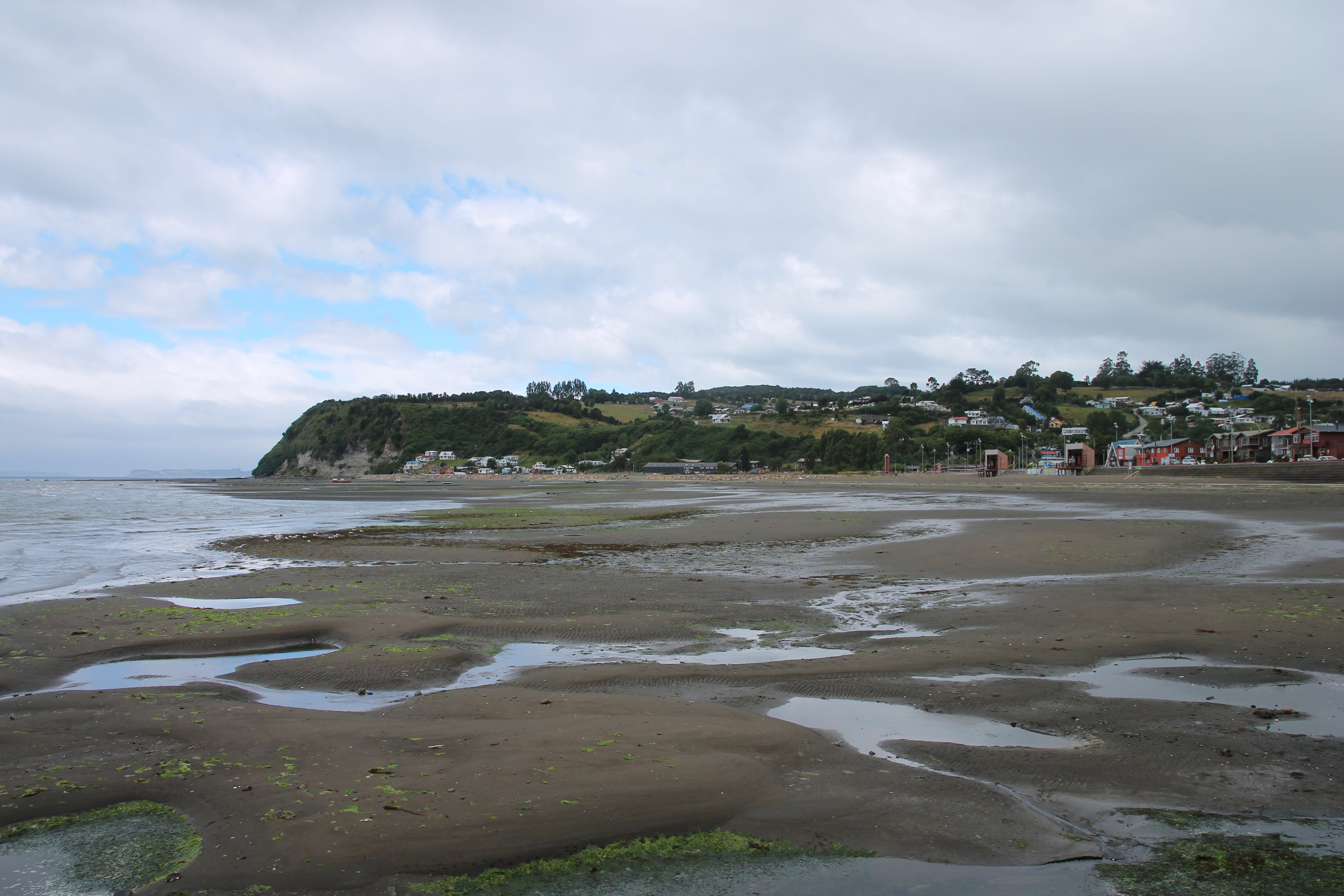
Pláž v Achau
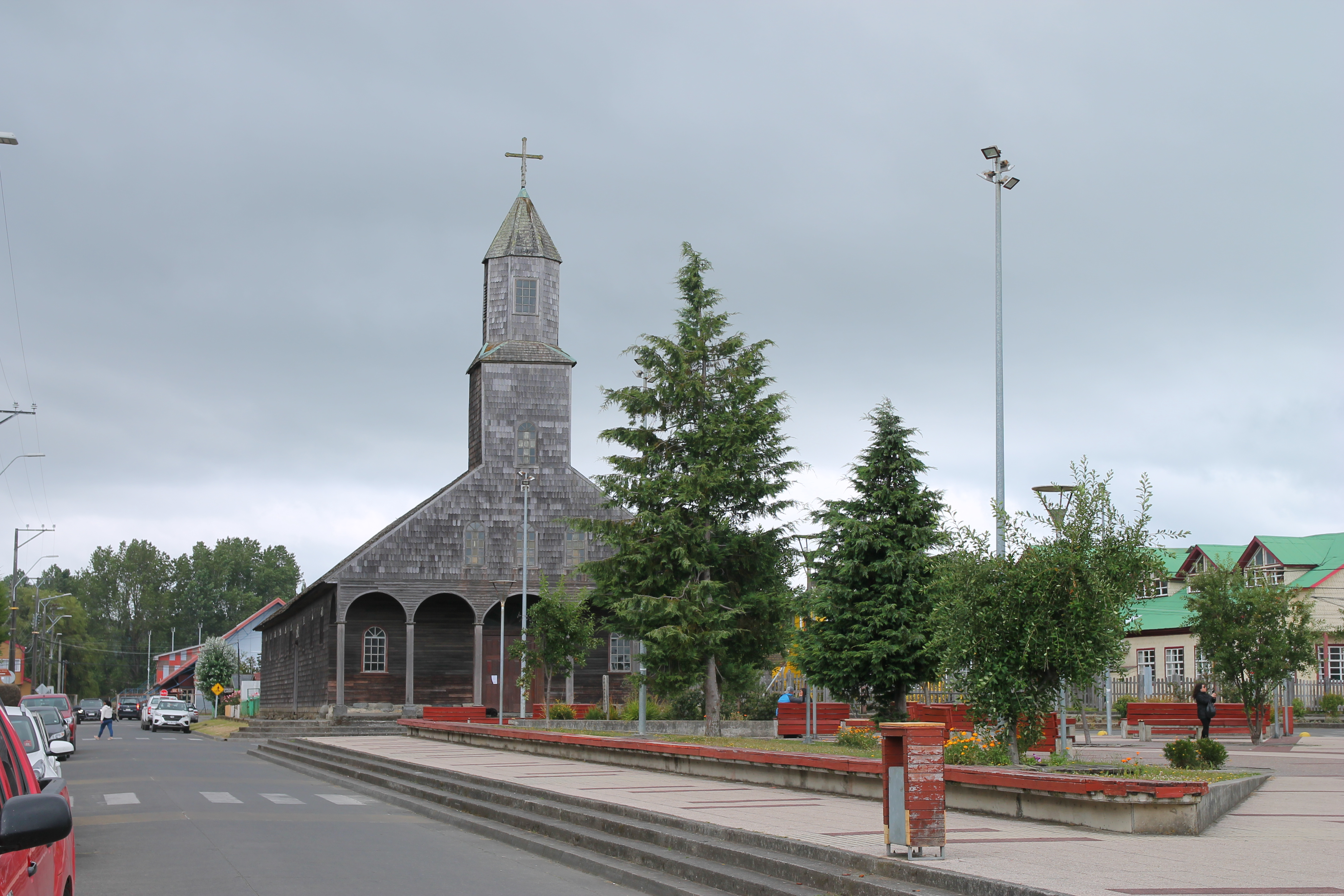
Náměstí s kostelem v Achau
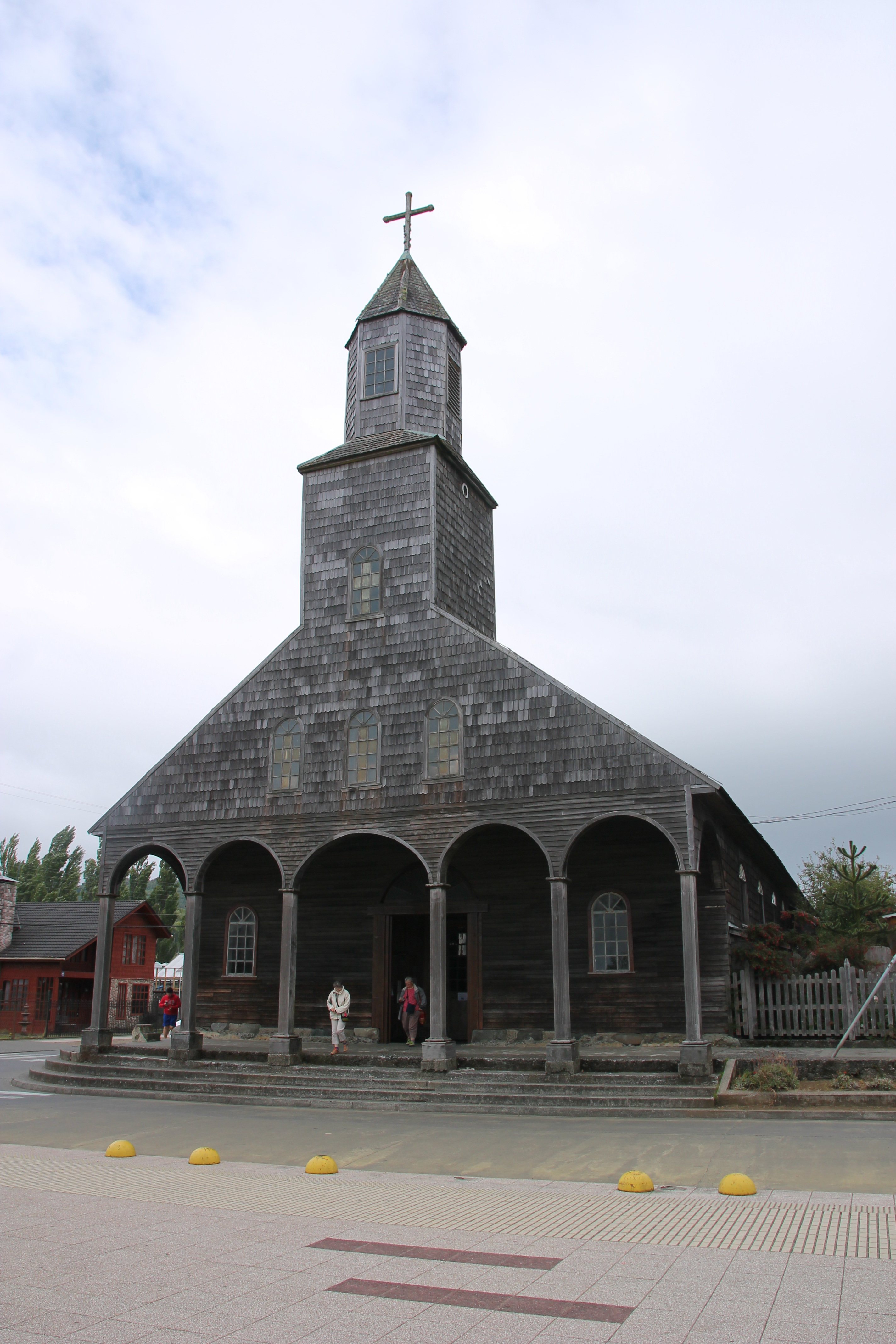
Kostel v Achau
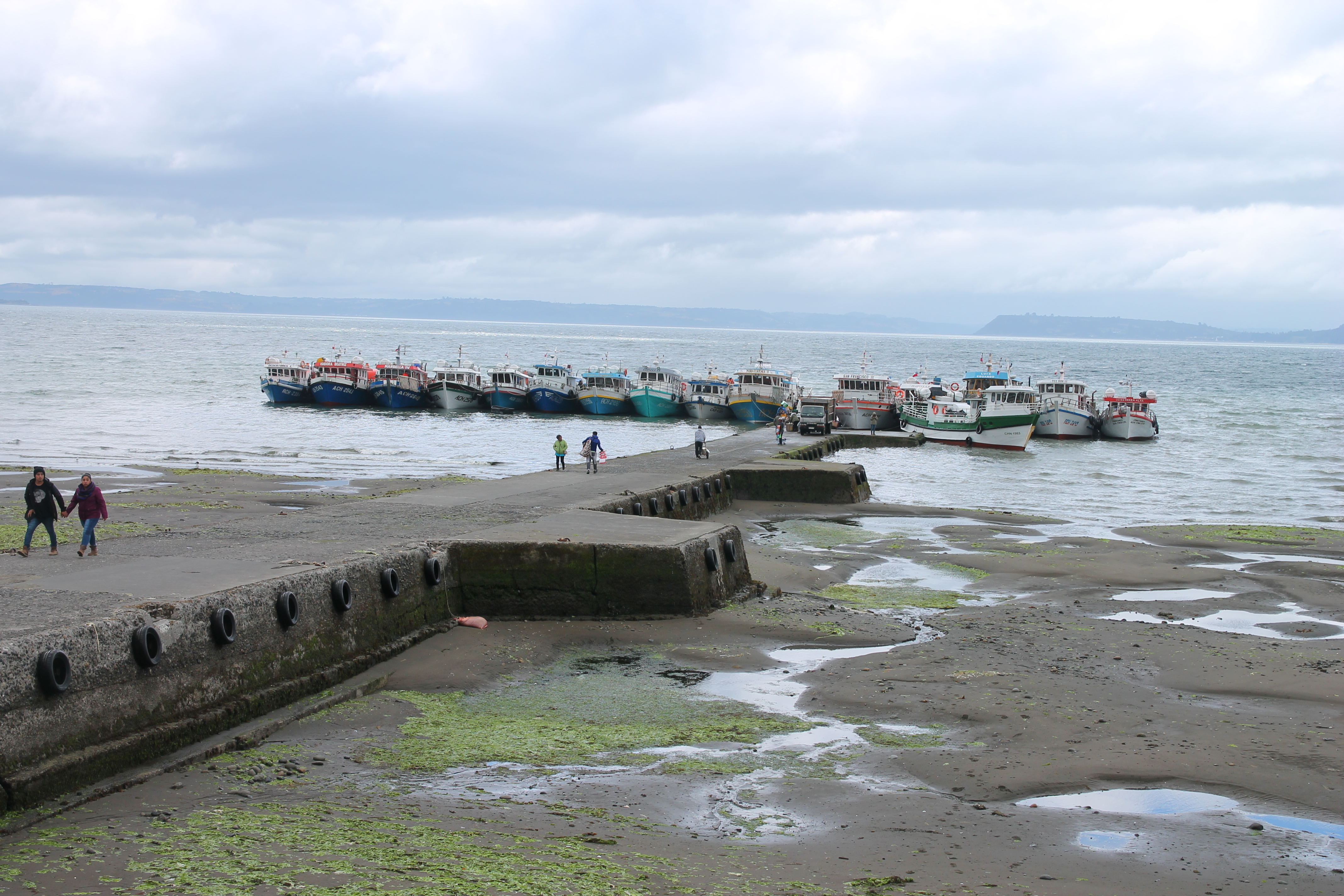
Lodě v přístavu Achao
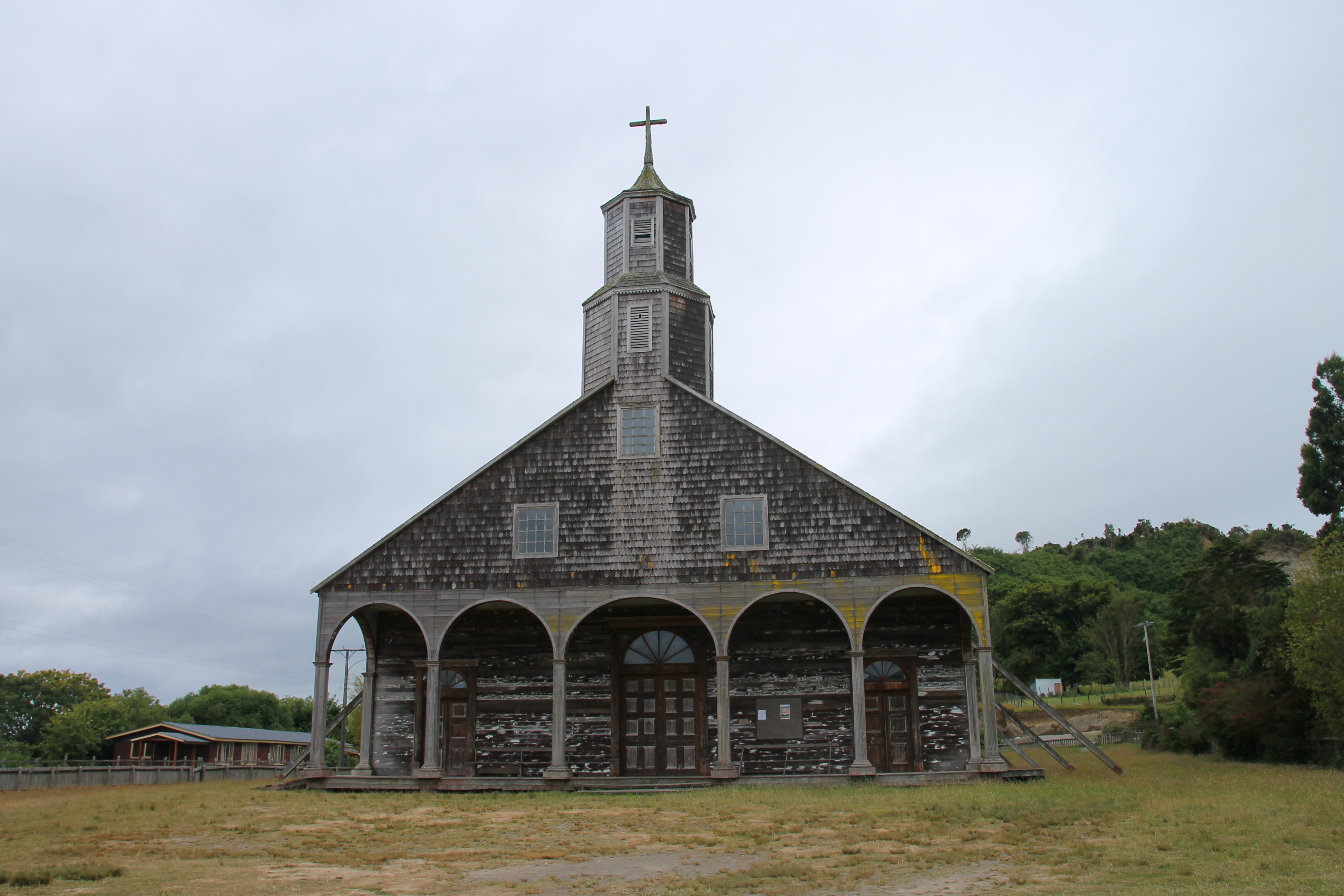
Kostel v Quinchau
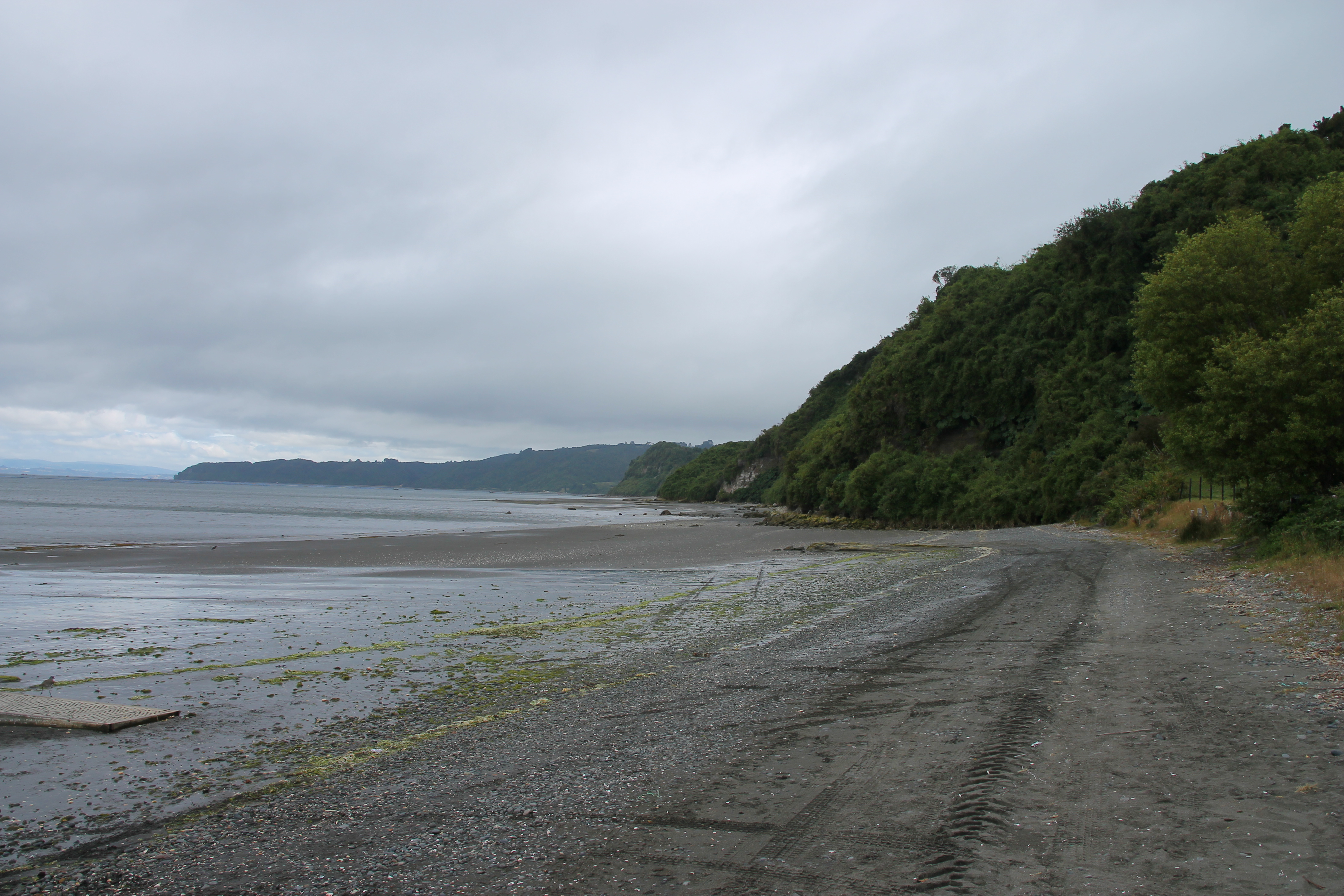
Zátoka v Quinchau
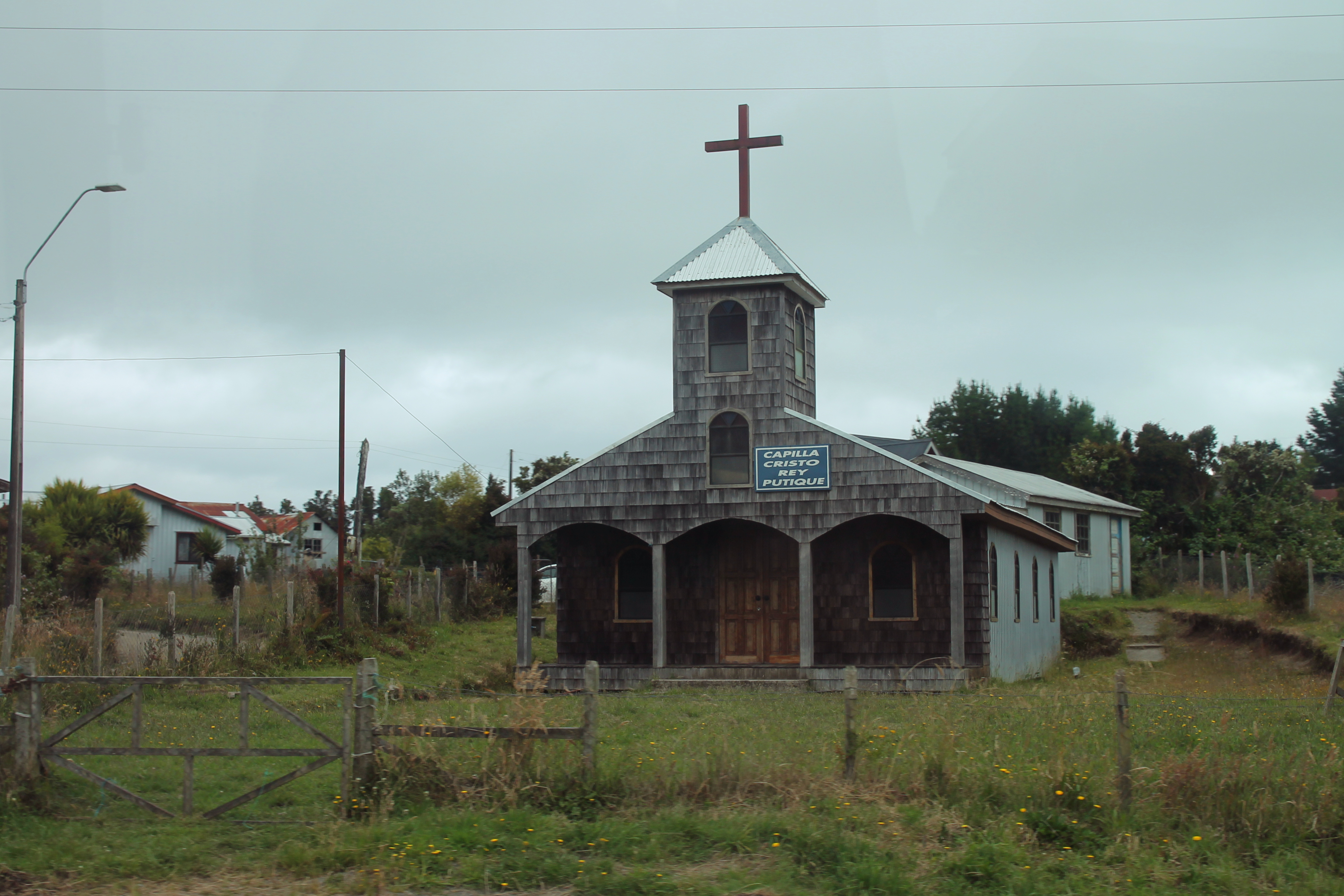
Kaple Krista Krále v osadě Putique
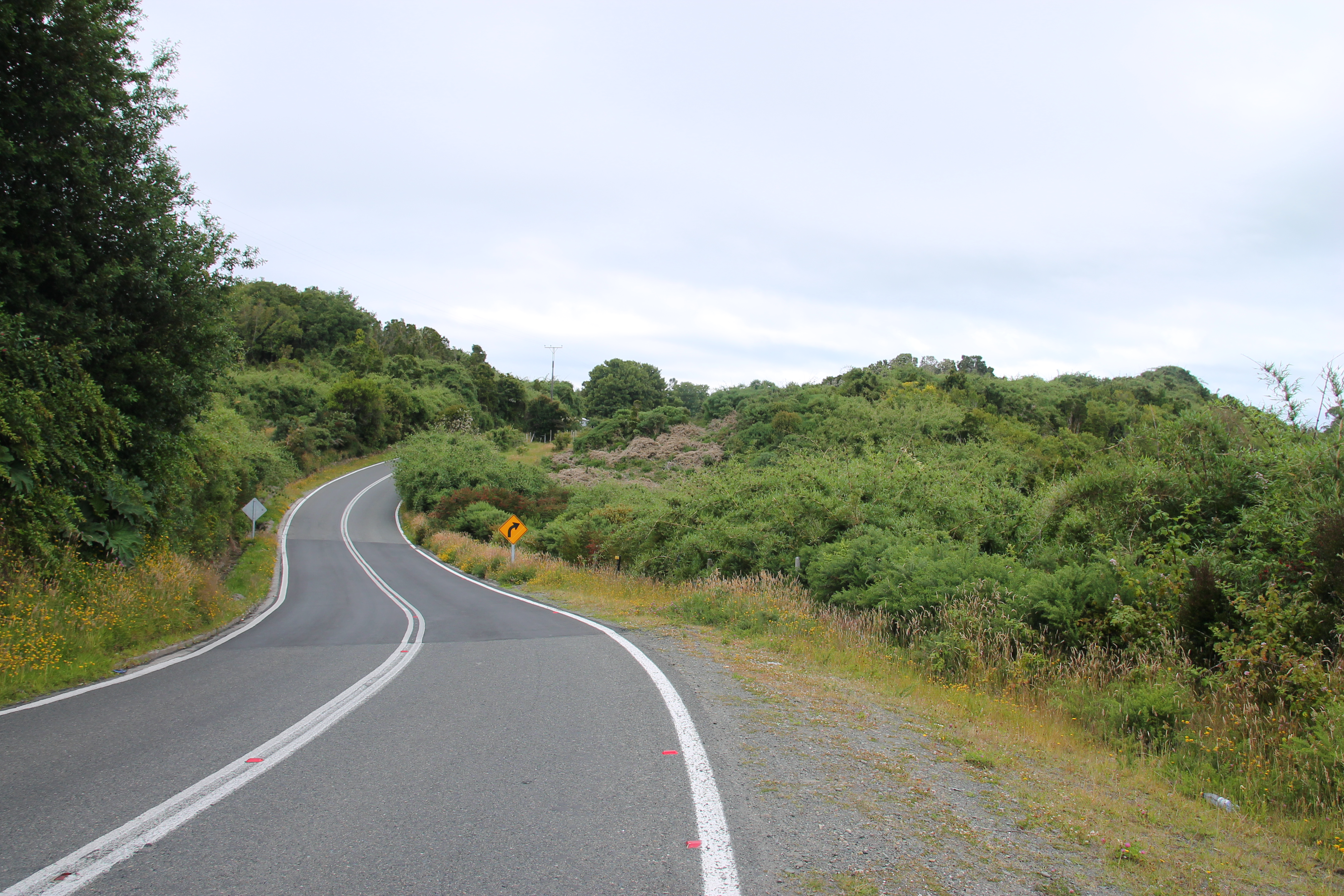
Silnice W-589
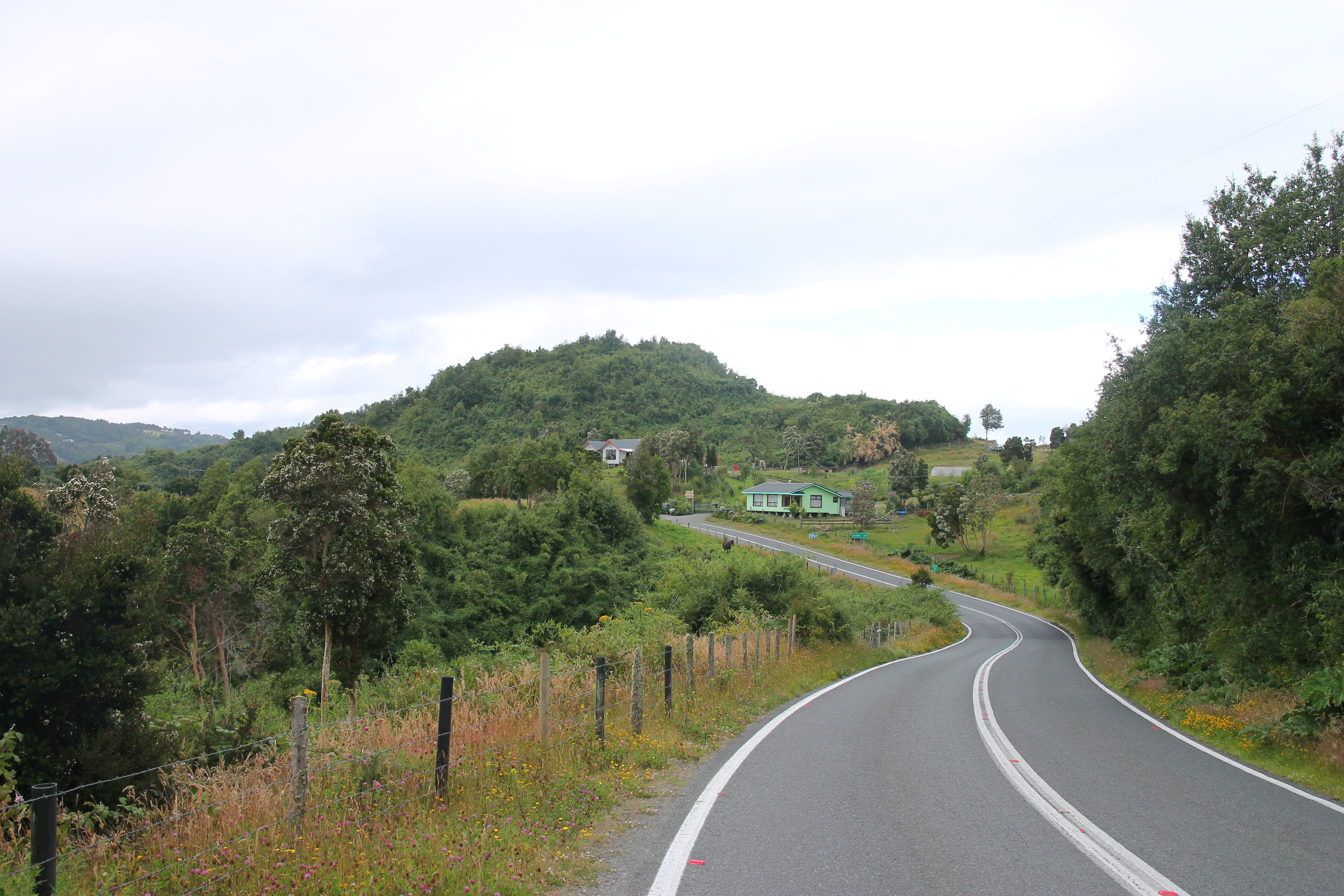
Silnice W-589
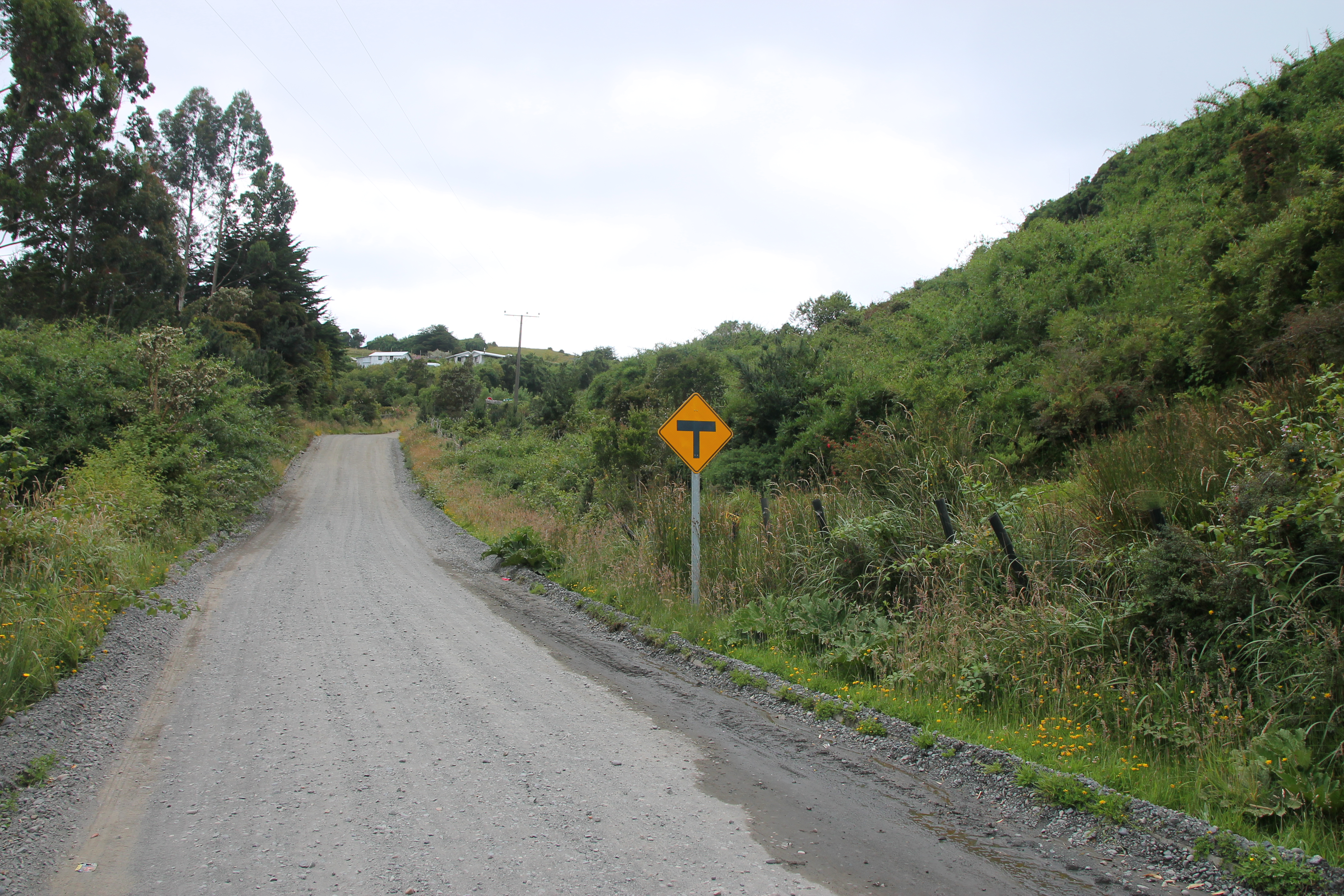
Cesta spojující Quinchao se silnicí W-589
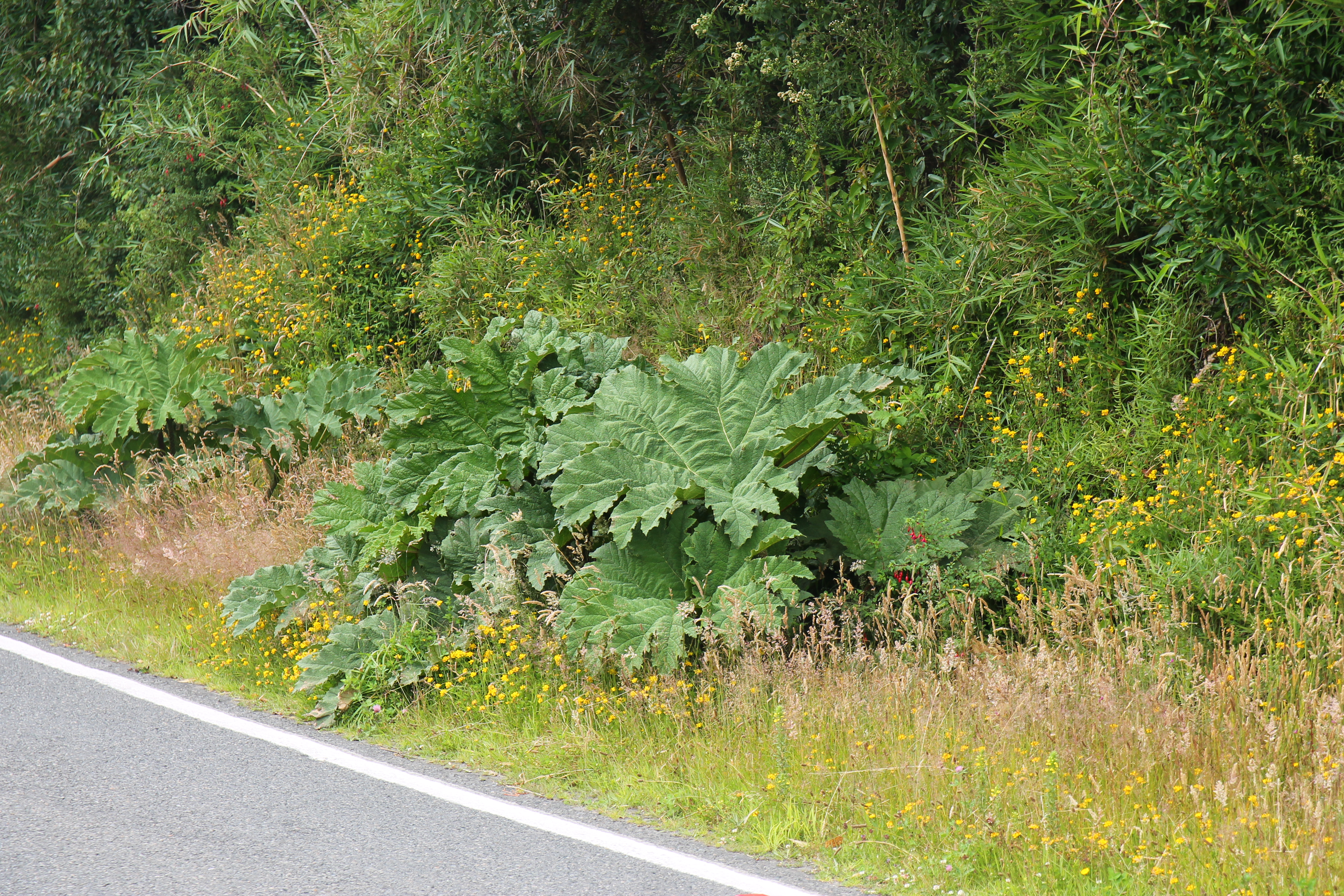
Barota chilská na ostrově
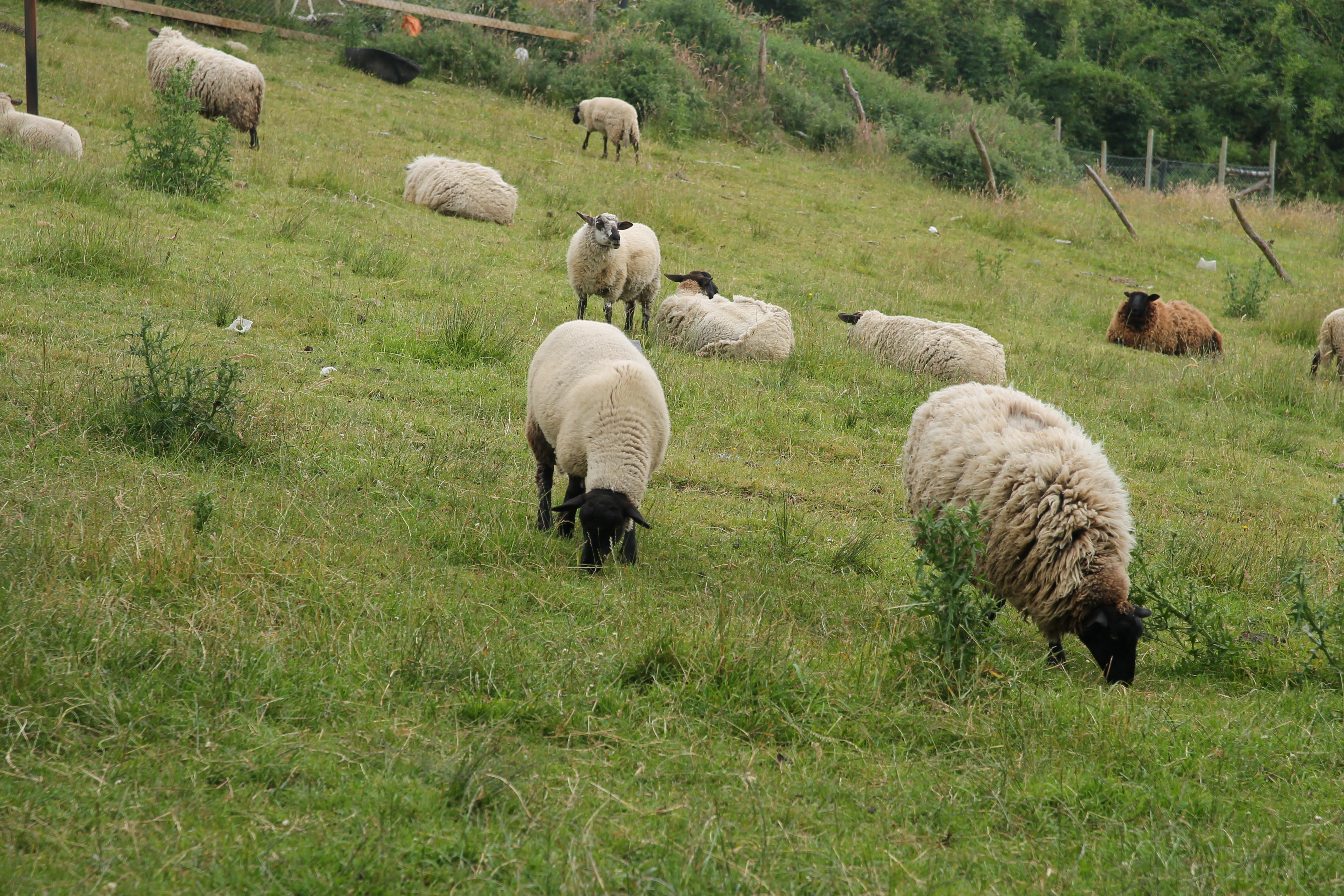
Pasoucí se ovce mezi Quinchaem a Achaem
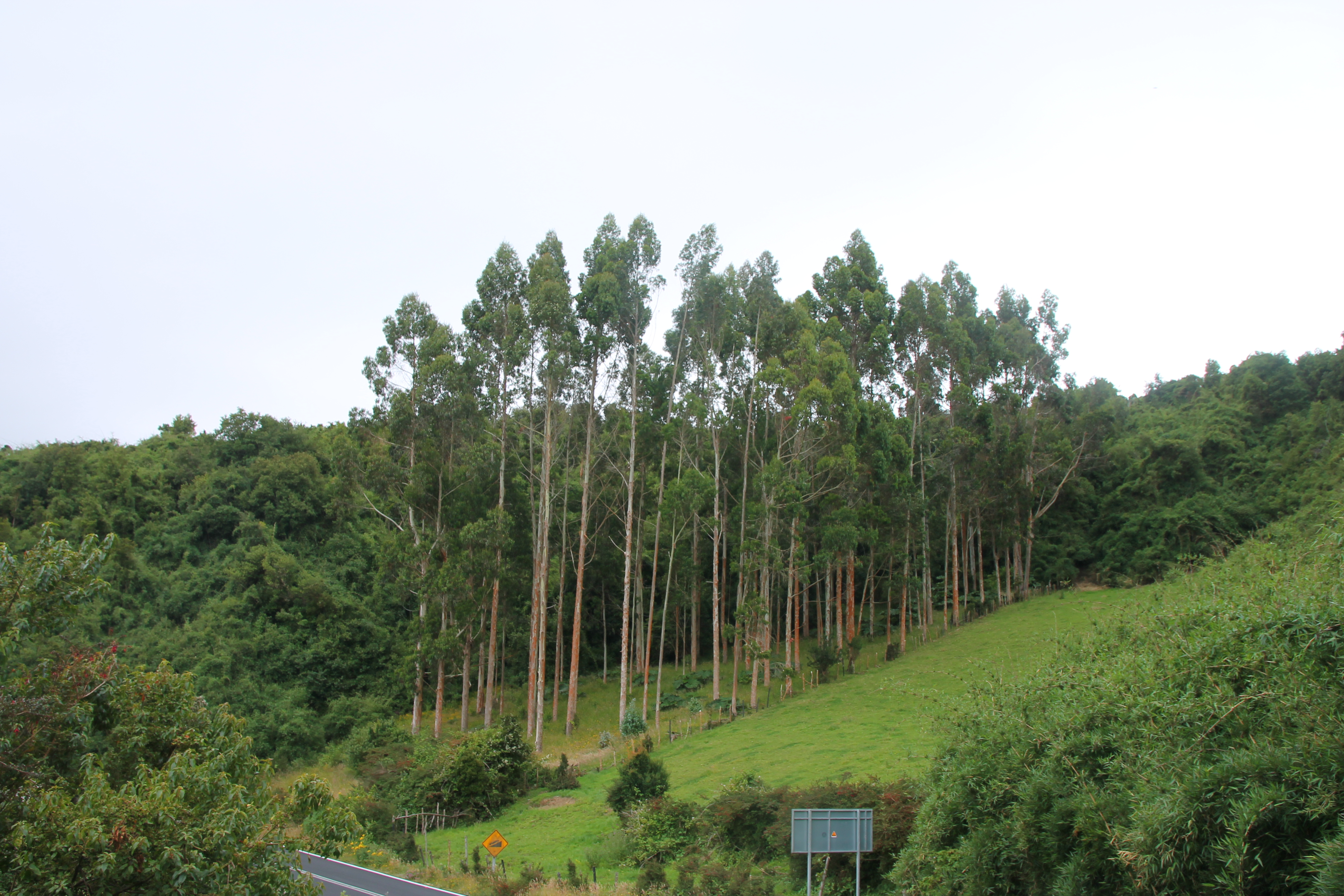
Eukalyptový les u Quinchaa
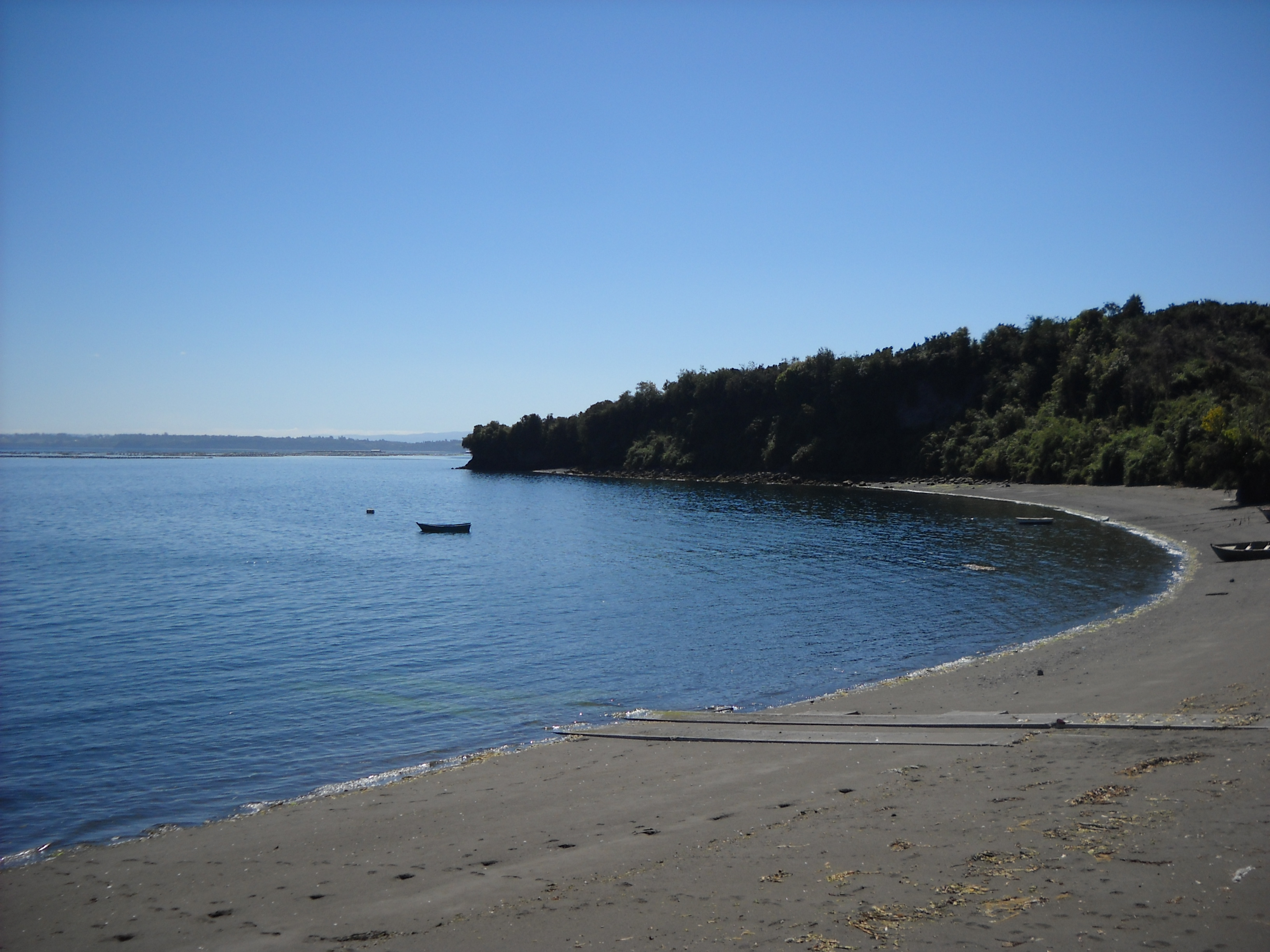
Nejjižnější bod na ostrově Quinchao – Chequián
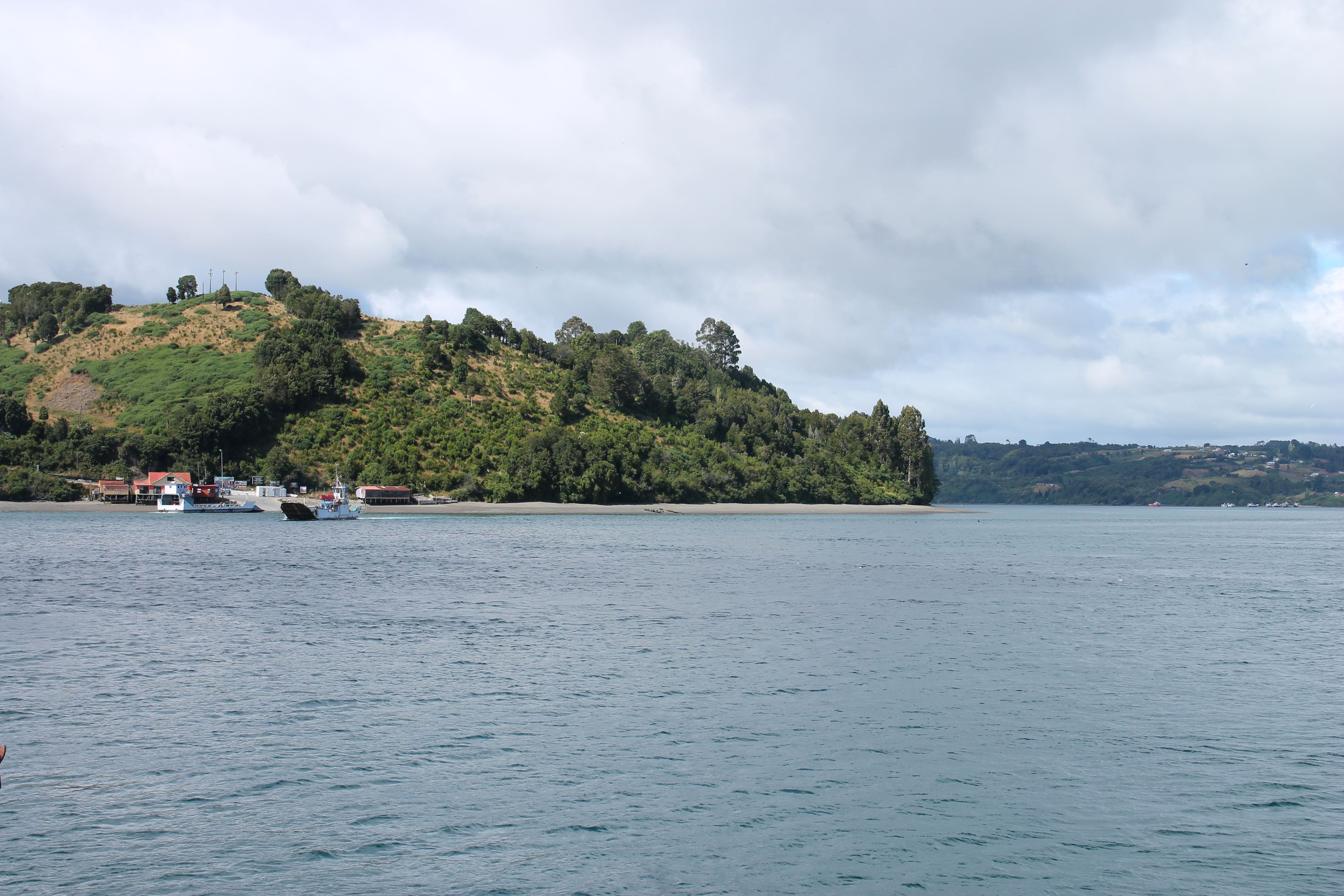
Pohled na ostrov z průlivu Dalcahue
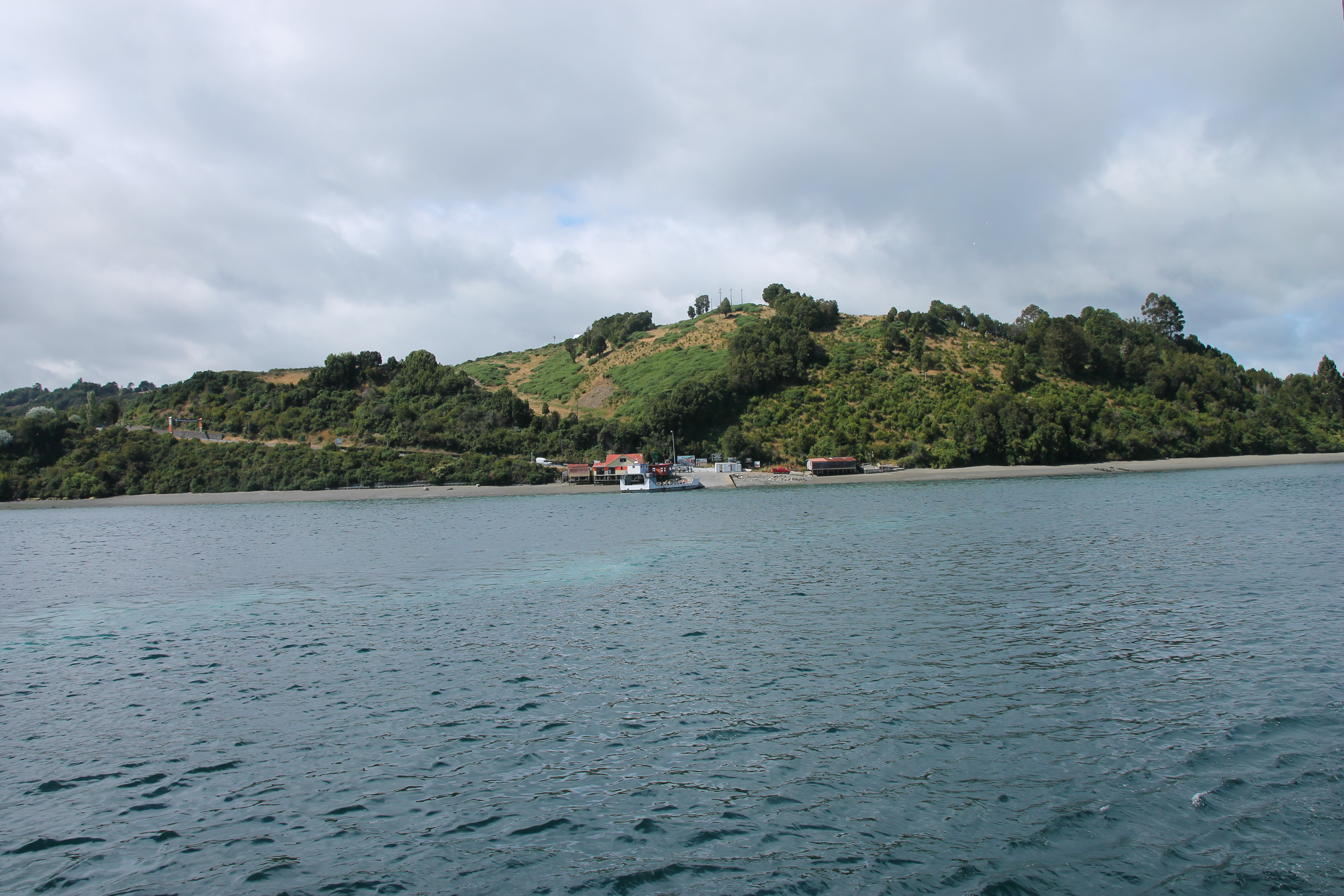
Pohled na ostrov z průlivu Dalcahue
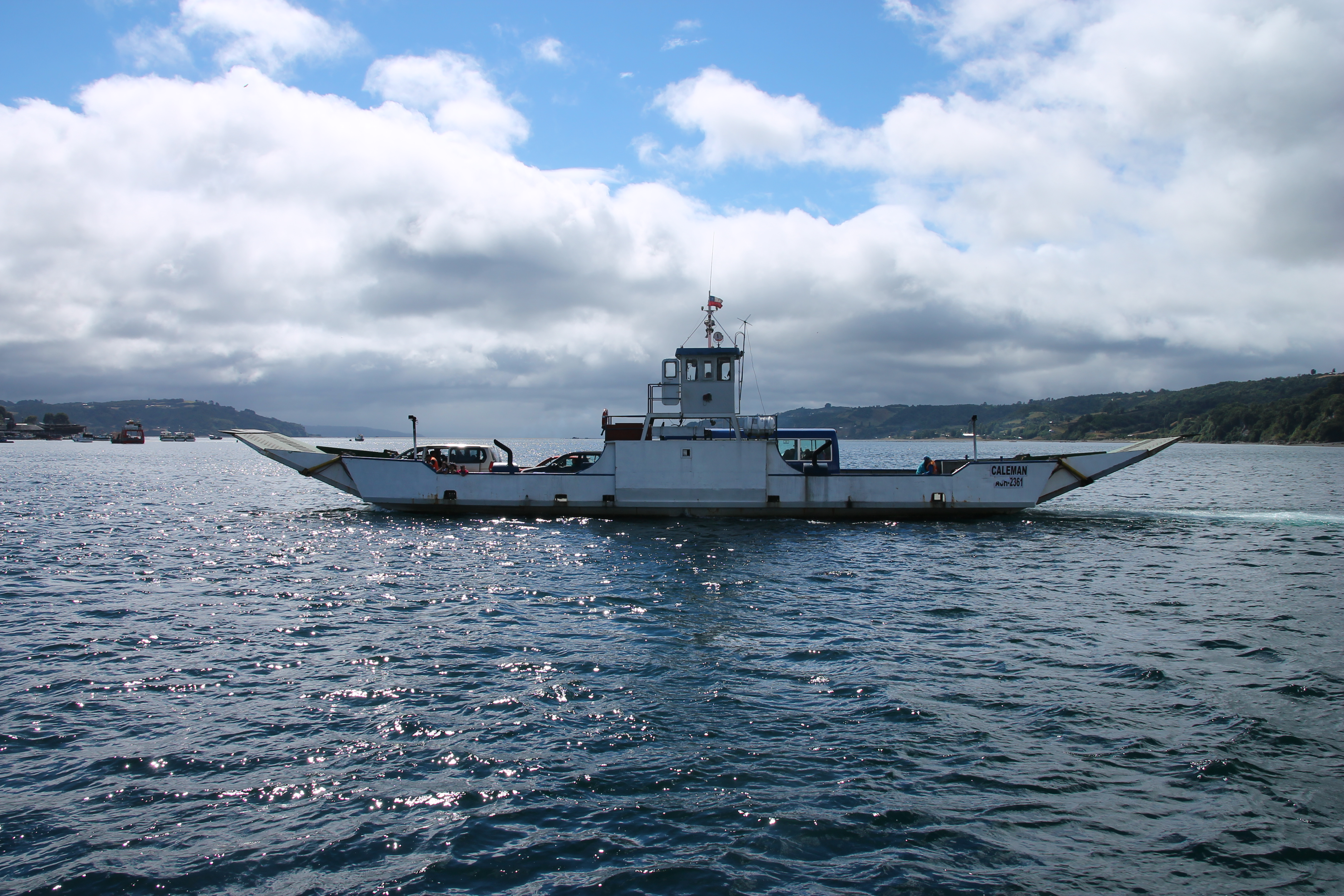
Trajekt na ostrov
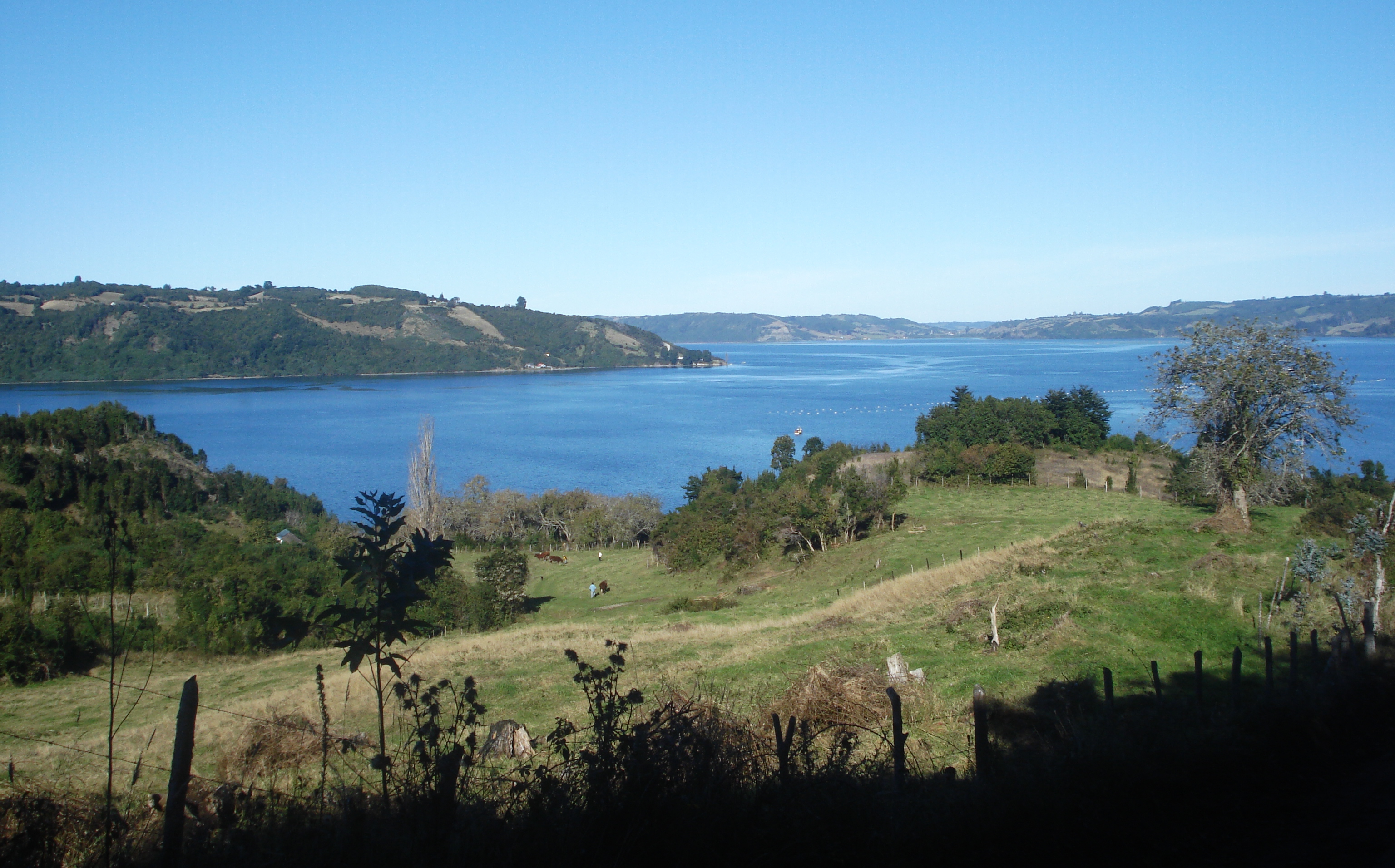
Pohled na průliv Dalcahue z osady San José
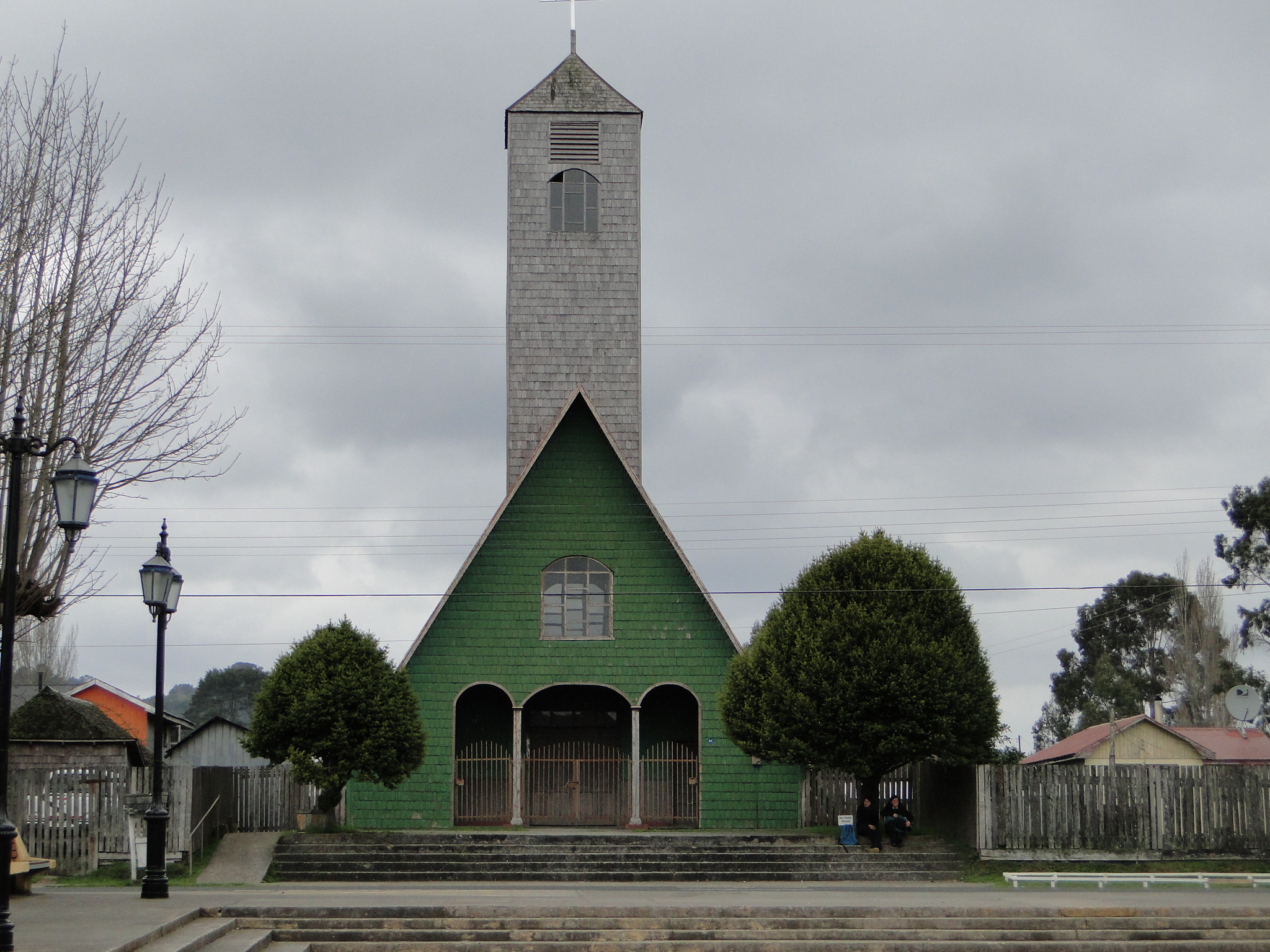
Kostel v Curacu de Vélez